# Pfarrkirche Sankt Marein im Mürztal

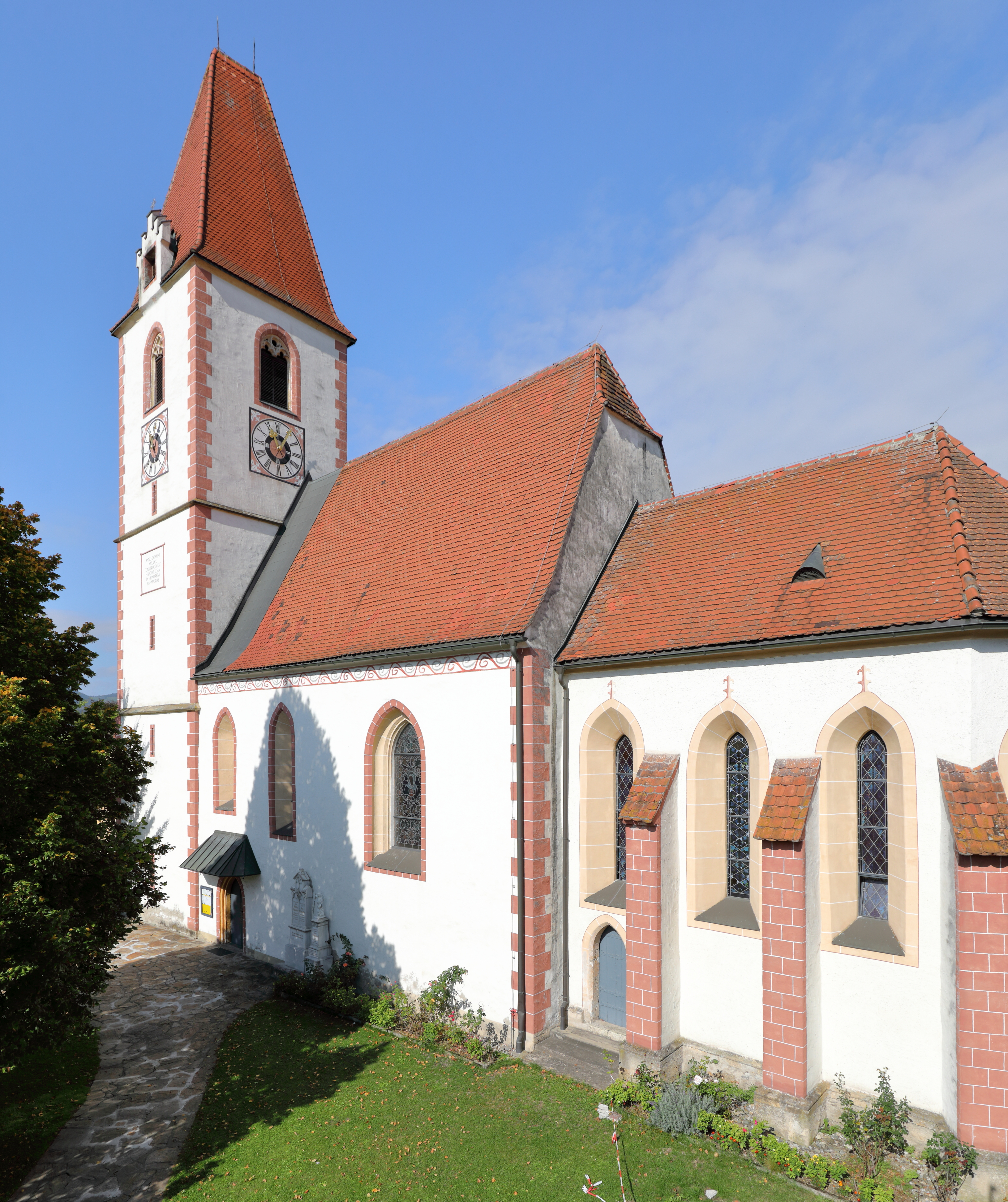
Pfarrkirche hl. Anna in Sankt Marein im Mürztal

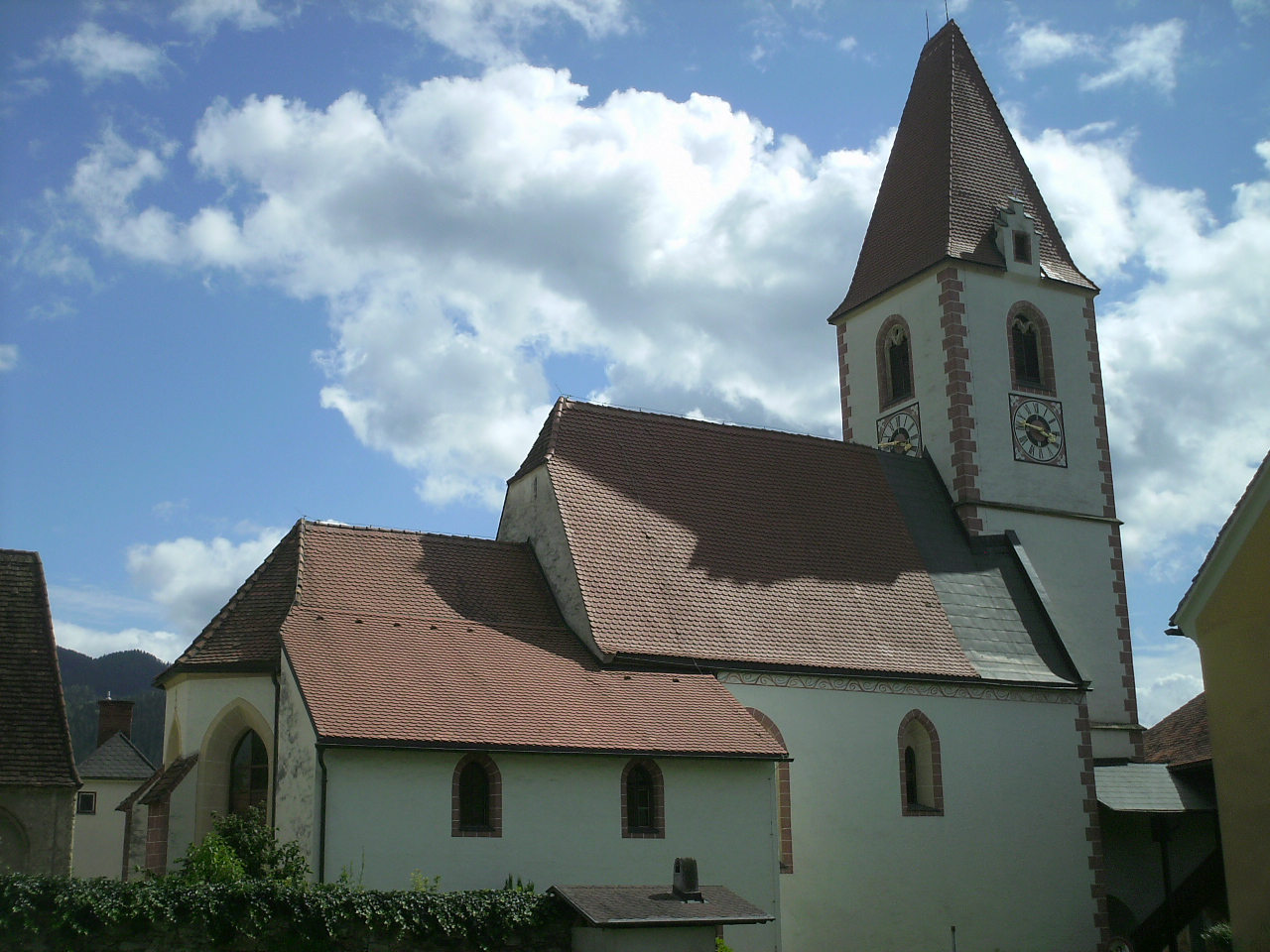
Nordansicht der Pfarrkirche

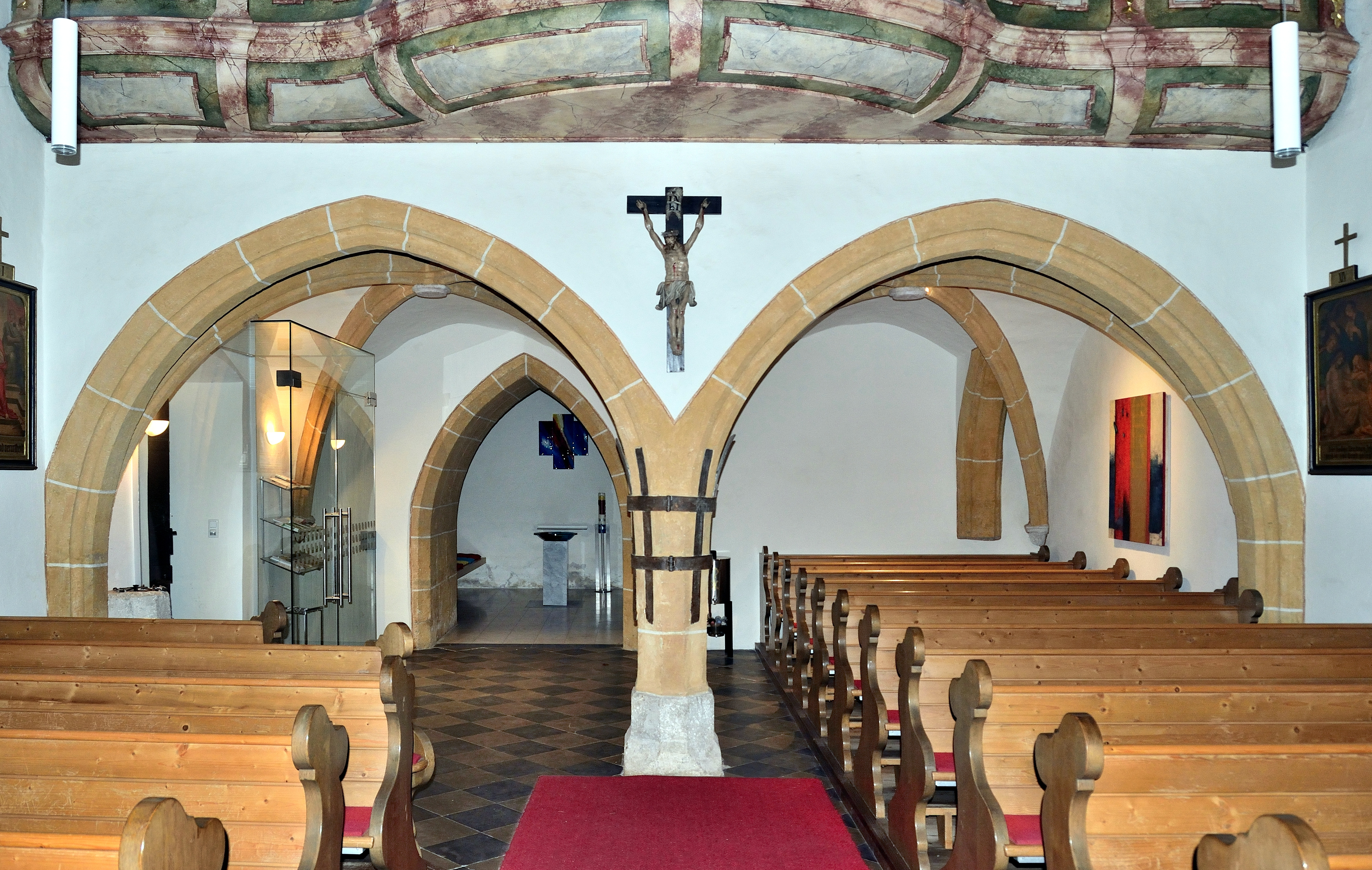
Zweiachsige Westempore

Die römisch-katholische Pfarrkirche Sankt Marein im Mürztal steht in der Marktgemeinde Sankt Marein im Mürztal im Bezirk Bruck-Mürzzuschlag in der Steiermark. Die der heiligen Anna geweihte Pfarrkirche gehört zum Dekanat Bruck an der Mur in der Diözese Graz-Seckau. Die Kirche steht mit dem Kirchhof unter Denkmalschutz.

## Geschichte
Eine Pfarre wurde 1251 urkundlich genannt. Die Kirche war von 1103 bis 1958 dem Stift St. Lambrecht inkorporiert.

## Architektur
Der gotische Kirchenbau ist von dem Kirchhof (Friedhof) umgeben. Die umgebende Mauer ist in Teilen erhalten. Im Norden schließt der Pfarrhof mit Teilen aus dem 16. Jahrhundert an.
Der zweijochige Chor mit einem Fünfachtelschluss aus dem 14. Jahrhundert hat Spitzbogenfenster, einfache Strebepfeiler und ein Gewölbe mit Kreuzrippen auf Dreiviertelrunddiensten im Chorschluss und einfache kurze Dienststücke auf Konsolen in den Jochen mit runden Schlusssteinen. Der Fronbogen ist leicht eingeschnürt. Das zweijochige Langhaus, entstanden um 1400, liegt eine Stufe tiefer als der Chor. Es ist breiter und höher als der Chor und hat einige Spitzbogenfenster. Das Kreuzrippengewölbe ruht auf Achteck-Diensten und hat herabhängende Schlusssteine. Der westliche Schlussstein zeigt vier Büsten. Die zweiachsige Westempore auf einem Kreuzrippengewölbe mit runden Schlusssteinen ruhend erhielt gegen die Mitte des 18. Jahrhunderts eine vorkragende, barocke Brüstung. Das gotische Südportal ist profiliert und hat einen Spitzbogen. Der gotische Westturm – aus der Achse nach Süden gerückt – hat drei Geschoße mit Traufgesimsen, Schallfenster mit Maßwerk, und ein Keildach.

## Ausstattung

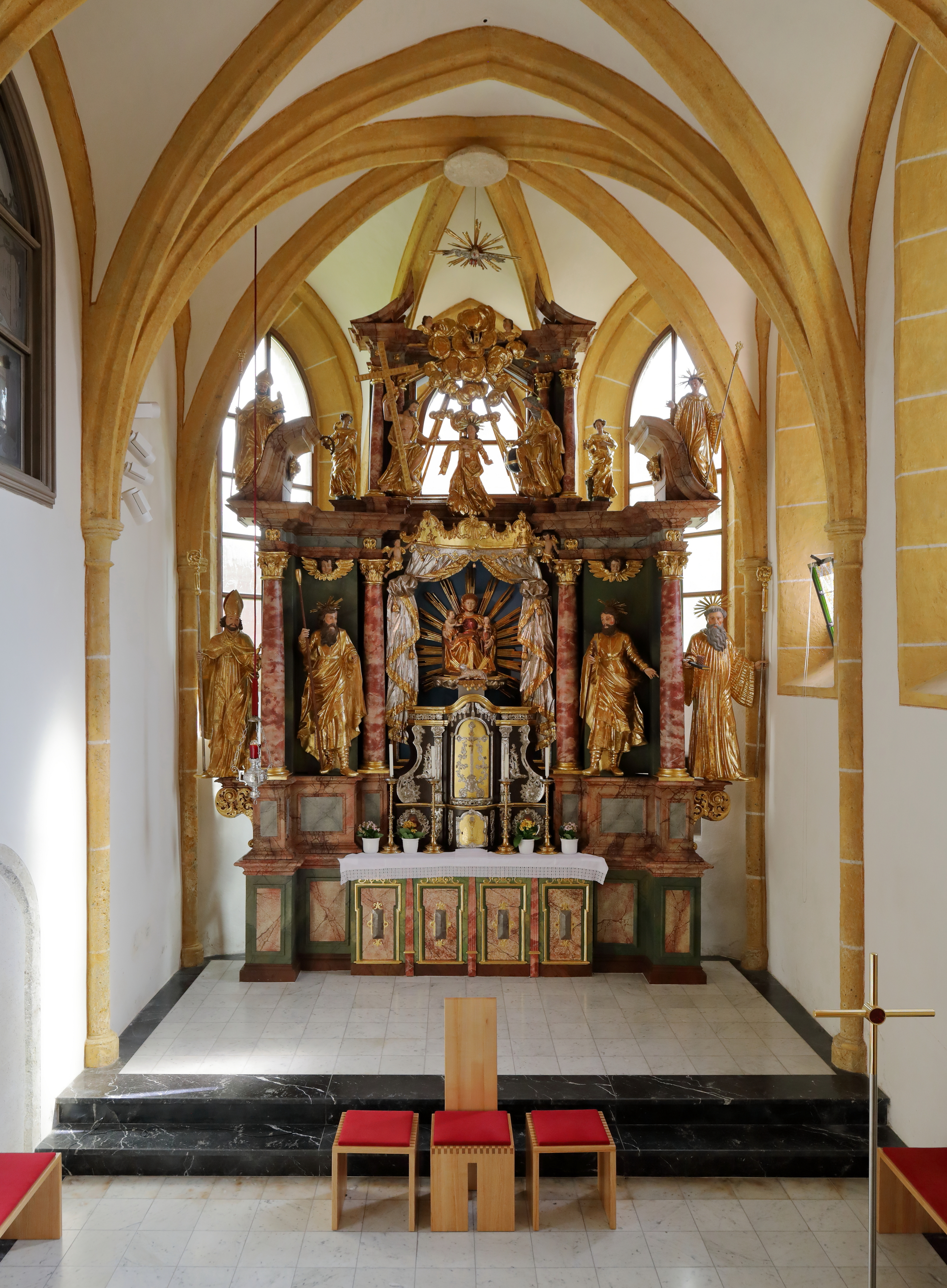
Hochaltar

Der Hochaltar entstand um 1700 und trägt als spätgotische Mittelgruppe Anna selbdritt aus dem Ende des 15. Jahrhunderts. Der Tabernakel entstand um die Mitte des 15. Jahrhunderts. Die Seitenaltäre entstanden am Anfang des 18. Jahrhunderts, die Kanzel im Rokoko. Die Nischenstatue des hl. Florian ist aus dem zweiten Viertel des 18. Jahrhunderts.
Das Rokoko Orgelgehäuse ist aus dem dritten Viertel des 18. Jahrhunderts. Das Orgelwerk ist aus 1889.
Zwei Grabsteine außen nennen Leopold Turk, gestorben 1841 und Barbara Breyer, gestorben 1850.